# يونوسوكي واتانابي
يونوسوكي واتانابي (باليابانية: 渡邊 彌之助)، هو لاعب كرة قدم ياباني سابق كان يلعب كحارس مرمى. سبق له أن لعب مع منتخب اليابان.

## وصلات خارجية
- يونوسوكي واتانابي على موقع ناشيونال فوتبول تيمز (الإنجليزية)

- National Football Teams
- Japan National Football Team Database